# Зелтыньш, Петерис Индрикович
Пе́терис И́ндрикович Зе́лтыньш (латыш. Pēteris Zeltiņš; 14 июля 1914, Айвиексте — 9 ноября 1994, Плявиняс) — советский легкоатлет (спортивная ходьба), чемпион и призёр чемпионатов СССР, рекордсмен СССР, заслуженный мастер спорта СССР (1950).

## Биография
Выступал за спортивные общества «Даугава» (Плявиняс) и «Динамо» (Рига). Девятикратный чемпион Латвийской ССР в спортивной ходьбе (1945, 1947, 1948, 1950, 1951), трёхкратный чемпион по лыжным гонкам (1947, 1948, 1949). Автор девяти рекордов СССР. Участник летних Олимпийских игр 1952 года в Хельсинки в ходьбе на 10 000 метров, был дисквалифицирован. По образованию мелиоратор. После ухода из большого спорта работал тренером по лёгкой атлетике и лыжному спорту.

## Спортивные результаты
- Чемпионат СССР по лёгкой атлетике 1945 года:
  - Спортивная ходьба на 20 километров — ;
- Чемпионат СССР по лёгкой атлетике 1946 года:
  - Спортивная ходьба на 20 километров —  (1.38.40,6);
  - Спортивная ходьба на 50 километров —  (5.00.49,6);
- Чемпионат СССР по лёгкой атлетике 1947 года:
  - Спортивная ходьба на 20 километров —  (1:38.11,4);
- Чемпионат СССР по лёгкой атлетике 1948 года:
  - Спортивная ходьба на 20 километров —  (1.43.52);
- Чемпионат СССР по лёгкой атлетике 1949 года:
  - Спортивная ходьба на 20 километров —  (1:40.08,4);
- Чемпионат СССР по лёгкой атлетике 1950 года:
  - Спортивная ходьба на 20 километров —  (1.38.15,0);
  - Спортивная ходьба на 50 километров —  (4.36.42,0);
- Чемпионат СССР по лёгкой атлетике 1951 года:
  - Спортивная ходьба на 20 километров —  (1:37.51,2);
- Чемпионат СССР по лёгкой атлетике 1952 года:
  - Спортивная ходьба на 10 километров —  (44.38,0);

### Рекорды СССР
- Спортивная ходьба на 10 километров: 3 рекорда (от 47.08,4 (1945) до 44.45,8 (1949));
- Спортивная ходьба на 20 километров:
  - 1:42.57,8 (1945);
  - 1:35.57,8 (1946);
- Часовая ходьба: 13 069 м (1949, первый ходок в СССР, преодолевший рубеж 13 км).